# Ханас, Андрей Петрович
Андрей Петрович Ханас (укр. Андрій Петрович Ханас; род. 26 июля 1984, Ягодня, Львовская область) — украинский футболист, защитник, полузащитник.

## Клубная карьера
Воспитанник львовского футбола. Первые тренеры: Игорь Гупало и Олег Лехив. В ДЮФЛ Украины провёл по 1 игре за «Ковель-Волынь» (Ковель) и СДЮШОР-4 (Львов), в 1998—2001 годах выступал за УФК (Львов).
На протяжении своей карьеры играл за такие клубы, как «Сокол» (Золочев), киевское «ЦСКА», харьковский «Металлист», «Газовик-Скала» (Стрый), ФК «Львов» и «Княжа» (Счастливое).
После завершения игровой карьеры присоединился к тренерскому штату львовских «Карпат».

## Выступления за сборную
В течение 2003—2004 годов сыграл 7 матчей в молодёжной сборной Украины.